# Jules Landry
Jules Landry – szwajcarski strzelec, medalista mistrzostw świata.
Był związany z miastem Lugano. Na zawodach krajowych startował już w 1902 roku, a zwyciężył w nich w 1913 roku.
Landry raz w swojej karierze stanął na podium mistrzostw świata. Miało to miejsce w Rzymie w 1911 roku, gdzie wraz z kolegami z reprezentacji uplasował się na trzeciej pozycji w pistolecie dowolnym z 50 m (skład drużyny: Mathias Brunner, Jules Landry, Conrad Karl Röderer, Konrad Stäheli, Caspar Widmer). 

## Medale mistrzostw świata
Opracowano na podstawie materiałów źródłowych:
| Mistrzostwa | Konkurencja                       | Wynik             | Miejsce |
| ----------- | --------------------------------- | ----------------- | ------- |
| Rzym 1911   | Pistolet dowolny, 50 m, drużynowo | 2425 pkt. (druż.) |         |